# 金指町
金指町（かなさしちょう）は静岡県の西部、引佐郡に属していた町である。現在の浜松市浜名区引佐町金指にあたる。

## 歴史
- 1889年（明治22年）4月1日 - 町村制の施行により、三和村の一部（旧金指村）が単独で町制施行し金指町となる。大字名は三和のままであった。
- 1951年（昭和26年）
  - 大字三和の一部を中川村に編入。
  - 中川村の一部（大字三和の一部）を編入。
- 1953年（昭和28年）4月1日 - 井伊谷村に編入。同日金指町廃止。井伊谷村が町制施行・即日改称して引佐町となる。大字三和が大字金指に改称。
- 2005年（平成17年）7月1日 - 引佐町が浜松市に編入。
- 2007年（平成19年）4月1日 - 浜松市が政令指定都市に移行。旧町域が北区となる。
- 2024年（令和6年）1月1日 - 浜松市の行政区再編に伴い、旧村域が浜名区となる。

## 交通

### 鉄道路線
- 日本国有鉄道（現天竜浜名湖鉄道）
  - 二俣線（現天竜浜名湖線）
    - 金指駅
- 遠州鉄道
  - 奥山線
    - 金指駅